# Potamon potamios
Potamon potamios is een krabbensoort uit de familie van de Potamidae. De wetenschappelijke naam van de soort is, als Cancer potamios, voor het eerst geldig gepubliceerd in 1804 door Olivier.

## Ondersoorten
- Potamon potamios potamios (de nominaatvorm)
- Potamon potamios hippocratis[3]
- Potamon potamios rhodium Parisi, 1913,[4] geaccepteerd als Potamon rhodium Parisi, 1913
- Potamon potamios setiger,[5] geaccepteerd als Potamon setigerum Rathbun, 1904